# Parc national et réserve de New River Gorge
Les parc national et réserve de New River Gorge (en anglais : New River Gorge National Park and Preserve) sont un parc national et une réserve nationale américains dans les comtés de Fayette, Raleigh et Summers, en Virginie-Occidentale. Ils couvrent le territoire anciennement protégé au sein de la New River Gorge National River, une aire protégée du National Park Service établie dès 1978. Le parc national a été désigné en 2020, et protège 294 km².

## Histoire
En 1978, le président américain Jimmy Carter élève au rang de rivière nationale la New River. La protection du sîte est étendue en 2020, avec la création d’un parc national, pour une certaine partie, et d’une réserve nationale, pour le reste, à l’initiative de la représentante républicaine Carol Miller. Cette loi est promulguée par le président Donald Trump le 27 décembre 2020.
Le parc est traversé du nord au sud par la New River, longue de 515 km.

## Flore et faune
Le parc national et la réserve de New River Gorge se trouvent au cœur d'une forêt d'importance mondiale contenant la flore la plus diversifiée de toutes les gorges de rivière dans le centre et le sud des Appalaches ; il fournit un habitat essentiel pour les mammifères en voie de disparition et les oiseaux et amphibiens rares. Le parc contient des habitats de forêt continue, de falaise et de rimrock, de zones humides, de forêts matures de bas-fond, de portails de mines abandonnés (constituant un refuge pour des espèces rares, notamment des chauves-souris, des amphibiens et le rat des bois Allegheny, une espèce menacée en Virginie-Occidentale et en déclin dans tout l'est des États-Unis). New River Gorge offre un abri à 63 espèces de mammifères, dont les chauves-souris de Virginie et les chauves-souris de l'Indiana, espèces menacées. La rivière, les affluents des cours d'eau et la forêt fournissent un habitat à 48 espèces connues d'amphibiens, dont la salamandre à ventre noir et des salamandres des cavernes (en).
Des oiseaux tels que les parulines des bois, les viréos et les grives passent une partie de leur vie sous les tropiques, mais dépendent des forêts non fragmentées de la New River Gorge pour se reproduire. La région est un maillon essentiel de la voie migratoire nord-sud. Chaque année, des milliers de faucons survolent la région pendant la saison migratoire d'automne. Le National Park Service et le Département des ressources naturelles de Virginie-Occidentale ont lancé un programme pluriannuel pour restaurer les faucons pèlerins à New River Gorge. Ces oiseaux majestueux planent et plongent près des falaises.
Quarante communautés végétales différentes contenant au moins 1 342 espèces et 54 plantes rares ont été identifiées dans la gorge.

## Établissements humains
Dans la gorge se trouve une multitude de lieux abandonnés d'importance historique, certains en ruines et d'autres réhabilités, où les gens ont travaillé et vécu à la fin des XVIIIe et XIXe siècles, fournissant le charbon et le bois d'œuvre qui ont contribué à alimenter l'industrie américaine. Les vestiges du passé du parc, cachés dans la forêt, racontent les histoires de la vie antérieure dans les Appalaches. Sont exposés les vestiges tangibles des structures historiques d'extraction du charbon et des fours à coke d'une intégrité inégalée - comme au complexe minier de charbon de Nuttallburg et du quartier historique de la ville et Kay Moor - et les structures et ruines historiques associées à plus de 50 villes appartenant à l'entreprise.
La région de New River Gorge a été ouverte au monde extérieur en 1873 avec l'avènement du chemin de fer. Dans le parc, il y a d'anciens dépôts de chemin de fer, des gares de triage, des voies ferrées, des ponts à chevalets en acier et en bois, du matériel ferroviaire, des sites archéologiques et des villes associées, comme Thurmond, qui ont été développées pour soutenir le chemin de fer. L'histoire et l'archéologie associées à l'industrie du bois peuvent être vues dans les ruines de vieilles villes comme Hamlet. Les exemples de fermes de subsistance, d'anciens sites communautaires, de fermes et d'autres endroits du parc où les ancêtres des familles longtemps associées à la rivière New ont vécu et travaillé contribuent également à la riche histoire culturelle de la région.

## Loisirs
La Lower Gorge de la New River est un site de rafting en eau vive de premier ordre. Les rapides sont imposants et puissants, beaucoup d'entre eux étant obstrués par de gros rochers, ce qui nécessite des manœuvres dans des courants, des courants croisés et hydrauliques très puissants. Il est possible d'effectuer des descentes sur la rivière d'avril à octobre.
Le parc national et réserve de New River Gorge est l'une des zones d'escalade les plus populaires du pays. Dans le parc, il y a plus de 1 400 sites d'escalade de rochers.
La pêche est l'une des activités les plus populaires sur la New River, connue pour la diversité des poissons dans ses eaux.
Les plus de 80 km de sentiers de randonnée du parc vont des promenades faciles aux randonnées plus difficiles. Plusieurs sentiers suivant d'anciennes voies ferrées sont ouverts aux vélos. Quatre aires de camping primitives se trouvent dans le parc, toutes situées le long de la rivière.
Plus de 1,5 million de visiteurs ont visité le parc en 2022.